# Pitcairnia rundelliana
Pitcairnia rundelliana là một loài thực vật có hoa trong họ Bromeliaceae. Loài này được J.R.Grant miêu tả khoa học đầu tiên năm 1998.